# Niall Williams
Pour les articles homonymes, voir Williams.

a Compétitions nationales et continentales officielles uniquement.

b Matchs officiels uniquement.
Dernière mise à jour le 6 juin 2024.
Niall Williams-Guthrie, née  Niall Williams le 21 avril 1988 à Auckland (Nouvelle-Zélande), est une joueuse internationale néo-zélandaise de rugby à sept et internationale samoane (en) de rugby à XIII. Elle pratique également le rugby à XV et joue au poste de troisième ligne aile
Elle a remporté avec l'équipe de Nouvelle-Zélande la médaille d'argent du tournoi féminin des Jeux olympiques d'été de 2016 à Rio de Janeiro.

## Biographie
Niall Williams-Guthrie naît le 21 avril 1988 à Auckland en Nouvelle-Zélande. Elle est la sœur de Sonny Bill Williams, est un joueur international néo-zélandais de rugby à XIII, à XV et à sept. Ses deux cousins, Nick Williams et Tim Nanai-Williams sont également des joueurs de rugby à XV.